# كاريلاس (أتيكي)
كاريلاس (Καρελλάς) (بالإنجليزية : Karellás) هي قرية في إقليم أتيكا في اليونان.
يبلغ عدد سكانها حوالي 2338 نسمة.